# Joe Overstreet
Joe Overstreet   (Conehatta, 20 de juny de 1933 - Manhattan, 4 de juny de 2019) és un artista afroamericà que treballa amb tècniques experimentals i un estil basat en l'abstracció geomètrica i l'expressionisme figuratiu. És un dels artistes pioners que defensa els drets dels immigrants i en contra del racisme, temes molt reflectits en la majoria de les seves obres.
Quan era adolescent Overstreet va mudar-se amb la seva família de Mississipi a Califòrnia. Allà, a finals de la dècada de 1940, va començar a interessar-se molt en l'art contemporani i va estudiar a l'Oakland Technical High School, on després de graduar-s'hi va viatjar per Europa i Àfrica per descobrir art d'altres cultures. A principis de la dècada del 1950, va estudiar Belles Arts a Califòrnia, i fou en aquest període de la seva vida quan va conèixer i va rebre el suport de Sargent Johnson, un artista afroamericà comunista molt reconegut a nivell nacional. Johnson el va ajudar a trobar la inspiració en el tipus d'art que començava a interessar-li: l'abstracció.
L'any 1955 va treballar per Walt Disney Studios de Los Angeles on feia animacions, però de seguida va adonar-se que era molt monòton per ell i va decidir que volia més llibertat per expressar les seves inquietuds. Amb el suport de Johnson, va crear diverses obres que va aconseguir exposar en diferents espais de San Francisco, com The Bagel Shop o Jimbo’s Bop City (pubs). Dos anys després, i amb un gran interès, es va mudar a Nova York, on continuà estudiant i treballant. Va fer-se amic de Willem de Kooning i de Barnet Newman i va conèixer a Diego Rivera; i després d'investigar molt sobre les seves pintures, Overstreet va començar a replantejar-se la forma com veia l'art africà i el seu paper en la història de l'art. En aquella època, Joe ja es dedicava plenament a l'expressionisme abstracte. La vida a Nova York el va conduir al moviment a favor dels drets civils, ja a principis dels anys 60, sobretot defensant els drets civils dels afroamericans. Va organitzar diverses exposicions on els artistes negres poguessin exposar sense ser discriminats, en contra de la violència racista.
Va ser llavors quan va pintar dues de les seves obres més importants: “Strange Fruit” (1965) i “The new Jemima” (1964). L'any 1968, amb l'assassinat de Martin Luther King, va fer l'obra “Justice, Faith, Hope and Peace”, de gran escala, que el va potenciar encara més a defensar la seva cultura. Aquest mateix any, juntament amb altres artistes afroamericans com Wadsworth Jarrell va entrar a formar part d'un grup anomenat AfriCOBRA, que tenia com a objectiu potenciar l'art d'artistes negres experimentant amb la música jazz, la pintura i l'abstracció. A principis dels anys 70 a Houston van fer la primera exposició oficial per a gent de color, on Overstreet va exposar "Power Flight", una de les teles disposades en les tres dimensions. Un any després, juntament amb la seva muller Corrine Jennings i l'escriptor Samuel L. Floyd, viatjà a Nova York i fundà Kenkeleba House, on va establir el seu estudi i també un centre on pot exposar obres qualsevol artista afroamericà, llatí, asiàtic-americà, entre d'altres, infravalorats per les institucions més importants, encara obert el dia d'avui. Fins a l'actualitat, Joe ha seguit treballant en l'abstracció incorporant elements de diferents cultures africanes, i fins fa poc exercia de professor a la facultat de Belles Arts de Los Angeles.
Overstreet diu que tant l'art com l'experimentació política i social que fa “van lligats en una forma abstracta amb tal com les persones negres s'han sentit i han lluitat”, ja que és més fàcil oblidar la violència, discriminació, esclavitud i assassinats que han patit davant d'obres esperançadores i plenes de color, amb les quals Overstreet vol crear un futur més just.
Ha exposat en moltes galeries, exposicions temporals i museus, com per exemple al Brooklin Museum de Nova York, al Tate de Londres, al Museo Nacional de Bellas Artes a Santiago de Chile o al Museum of Modern Art a San Francisco.

## Estil
Allò més destacable en les obres de Joe Overstreet és la combinació de l'expressionisme abstracte amb el significat social. Al començar el seu període d'activisme en la defensa de drets va experimentar amb llenços de grans dimensions sense bastidors penjats per cordes, imitant a les cultures nòmades antigues (anomenat mixed media), utilitzant colors cridaners i llampants, fent així un ús diferent de la tela del que s'havia donat fins llavors, com en l'obra "Power Flight" (1971). El suport trenca amb la forma típica de quatre costats de la majoria de pintures, creant un gran dinamisme de la forma, que suggereix la possibilitat de seguir endavant a pesar dels problemes amb la seva llibertat i condició d'immigrants. Vol trencar amb la tradició, fent servir patrons geomètrics i símbols africans i natius americans. També utilitza caixes amb volum de fusta contraxapada com en l'obra “The New Jemima” (1964), creant espais buits airejats per simbolitzar la llibertat.

## Obra
| OBRA                                                           | ANY       | TÈCNICA                                                   |
| -------------------------------------------------------------- | --------- | --------------------------------------------------------- |
| Jimbo's Bop City                                               | 1956      | oli sobre tela de lli                                     |
| Birmingham Bombing                                             | 1963      | oli sobre tela de lli                                     |
| The new Jemima                                                 | 1964      | acrílic sobre tela cobrint una construcció de contraxapat |
| Strange Fruit                                                  | 1965      | oli sobre tela de lli                                     |
| Justice, Faith, Hope and Peace                                 | 1968      | acrílic sobre tela de lli                                 |
| We Came from There to get Here                                 | 1970      | tela de lli penjada per cordes                            |
| Power Flight                                                   | 1971      | tela de lli penjada per cordes                            |
| Setanta cinc obres a l'aeroport internacional de San Francisco | 1982-1987 | tècniques variades                                        |
| Gay Head                                                       | 1985      | acrílic sobre tela i fusta                                |
| The Storyville Series                                          | 1988      | tècniques variadess                                       |
| Baobab and Fish                                                | 1993      | oli sobre tela de lli                                     |
| Tree of Life                                                   | 2002      | oli sobre tela de filferro d'acer inoxidable              |